# Mackenzie Sports Club Ground
Mackenzie Sports Club Ground – to wielofunkcyjny stadion w Linden, w Gujanie. Jest obecnie używany głównie dla meczów krykieta oraz piłki nożnej. Mieści 2000 osób. Swoje mecze rozgrywają na nim drużyny piłkarskie Bakewell Topp XX oraz Milerock FC. Stadion mieści 1000 osób.